# Таран широкораструбовый
Таран широкораструбовый, или Таран раструбистый (лат. Aconogonon ochreatum), — вид травянистых растений рода Таран (Aconogonon) семейства Гречишные (Polygonaceae).

## Ботаническое описание
Многолетнее травянистое растение. Корневище шнуровидное, длинное и ползучее; стебель при основании восходящий, в нижних узлах укореняющийся, от основания сильно и раскидисто ветвистый, 8—15 см высотой. Листья ланцетовидные, ланцетовидно-линейные или линейные, заострённые, к основанию суженные, почти сидячие, по краям завороченные на нижнюю сторону, более или менее волосистые или же гладкие, 2—4 см длиной и 2—7 мм шириной, на нижней стороне с сильно выдающейся толстой беловатой срединной жилкой.
Цветки расположены на концах стебля и ветвей короткими (1—2 см длиной) кистями, собранными обыкновенно в облиственное в нижней части, недлинное (2—4 см длиной) метельчатое соцветие и кроме того сидят по нескольку в пазухах верхних листьев. Околоцветник белый, около 3 мм длиной, до или ещё глубже рассечённый на 5 эллиптических тупых долей, из которых 2 наружные немного уже остальных; цветоножки почти одинаковой длины с ними, беловатые. Тычинок 8, пестик с 3-гранной завязью и 3 короткими столбиками, несущими головчатые рыльца. Орешки почти одинаковой длины с околоцветником, 3-гранные с ромбически-эллиптическими гранями.

## Распространение и экология
Европейская часть России (север), Сибирь, Дальний Восток России, Монголия, Китай. Встречается в полярно-арктической, реже в северной части лесной области по песчаным берегам рек, морским берегам, на каменистых склонах, осыпях, скалах, песках и галечниках, в сухих тундрах, на лужайках и окраинах лесов, заходит в высокогорья.

## Классификация
Таксономическое положение вида Таран широкорастубовый в соответствии с современной классификацией по состоянию на декабрь 2023 года неоднозначно. В базе данных сайта WFOPL фигурируют два омонимичных таксона:
- Aconogonon ochreatum Nakai — вид, описанный Такэносином Накаи в 1922 году в издании «An Enumeration of Plants Hitherto Known From Corea» («Реестр известных растений из Кореи»). Имеет статус «ожидающий уточнения таксономического положения».[2]
- Aconogonon ochreatum (L.) Hara — вид со статусом синонима вида Polygonum ochreatum L. (Спорыш широкораструбовый), изначально описанного Карлом Линнеем в 1753 в труде Species plantarum, причем с иной орфографией видового эпитета (исходный вариант oСreatum вместо oCHreatum).[3]

В базе данных POWO Королевского ботанического сада Кью (Великобритания) растение заявлено как
- Aconogonon ocreatum (L.) Nakai в статусе синонима вида Koenigia ocreata (L.) T.M.Schust. & Reveal[4]

### Таксономия[2]
Aconogonon ochreatum  Nakai, 1922, Enum. Pl. Corea : 129
Вид Таран широкораструбовый относится к роду Таран семейства Гречишные (Polygonaceae) порядка Гвоздичноцветные (Caryophyllales). Кладограмма в соответствии с Системой APG IV по состоянию на июнь 2023 года:
|  |                                      |  |                                   |                                   |                     |  | ещё 40 семейств | ещё 40 семейств |                         |  |  |  | еще 73 таксона, ожидающих подтверждения |
|  |                                      |  |                                   |                                   |                     |  | ещё 40 семейств | ещё 40 семейств |                         |  |  |  | еще 73 таксона, ожидающих подтверждения |
|  |                                      |  |                                   | порядок Гвоздичноцветные          |                     |  |                 |                 | род Таран               |  |  |  |                                         |
|  |                                      |  |                                   | порядок Гвоздичноцветные          |                     |  |                 |                 | род Таран               |  |  |  |                                         |
|  | отдел Цветковые, или Покрытосеменные |  |                                   |                                   | семейство Гречишные |  |                 |                 | Таран широкораструбовый |  |  |  |                                         |
|  | отдел Цветковые, или Покрытосеменные |  |                                   |                                   | семейство Гречишные |  |                 |                 |                         |  |  |  |                                         |
|  |                                      |  | ещё 63 порядка цветковых растений | ещё 63 порядка цветковых растений |                     |  |                 | ещё 60 родов    | ещё 60 родов            |  |  |  |                                         |
|  |                                      |  |                                   | ещё 63 порядка цветковых растений |                     |  |                 |                 | ещё 60 родов            |  |  |  |                                         |